# Dopolavoro Borletti 1936-1937
Questa voce raccoglie le informazioni riguardanti il Dopolavoro Borletti nelle competizioni ufficiali della stagione 1936-1937.

## Verdetti stagionali
- Divisione Nazionale 1936-1937: 1ª classificata[1] su 16 squadre divise in due gironi . Campione d'Italia  (2º titolo)

## Roster
- Egidio Bianchi
- Davide Bottasini
- Franco Brusoni
- Enrico Castelli
- Ezio Conti
- Emilio Giassetti
- Camillo Marinone
- Sergio Paganella